# جورج لوبيز (مسلسل تلفزيوني)
جورج لوبيز هو كوميديا موقف أمريكي، تم عمله بواسطة جورج لوبيز، بروس هيلفورد، روبرت بوردن، استمر لستة مواسم، 120 حلقة، على شبكة أيه بي سي من 27 مارس 2002، إلى 8 مايو 2007.

## وصلات خارجية
- جورج لوبيز على موقع IMDb (الإنجليزية)
- جورج لوبيز على موقع ميتاكريتيك (الإنجليزية)
- جورج لوبيز على موقع روتن توميتوز (الإنجليزية)
- جورج لوبيز على موقع كينوبويسك (الروسية)
- جورج لوبيز على موقع ألو سيني (الفرنسية)
- جورج لوبيز على موقع قاعدة بيانات الفيلم (الإنجليزية)